# Pierre-au-Coq (Avant-lès-Marcilly)
Pour les articles homonymes, voir Pierre-au-Coq.
La Pierre-au-Coq est un menhir situé à Avant-lès-Marcilly, dans le département de l'Aube.

## Protection
L'édifice est classé au titre des monuments historiques en 1889.

## Description
C'est un petit menhir, plus large (1,60 m) que haut (1,25 m), de 0,55 m d'épaisseur. Il est fortement incliné vers l'ouest.

## Folklore
Comme son homonyme de  Soligny-les-Étangs, la légende veut que le menhir tourne sur lui-même à l'aube, au chant du coq.